# Birkenkopf
Der Birkenkopf ist ein 509,4 m ü. NHN hoher Berg im Stadtgebiet von Stuttgart. Er ist der höchste Punkt im inneren Stadtgebiet und ragt fast 300 Meter über das Niveau des Neckars. Er liegt südlich des Stadtbezirks Stuttgart-Botnang und gehört noch zum Stadtbezirk Stuttgart-West. Am östlichen Hangfuß liegt das Naturdenkmal Birkenkopfverwerfung. Vom Gipfel reicht der Blick, von dem von der Karlshöhe verdeckten Stuttgart-Süd abgesehen, über die ganze innere Stadt und bei klarer Sicht bis zur Schwäbischen Alb, zum Nordschwarzwald und ins Unterland.
Zwischen 1953 und 1957 wuchs der Berg um rund 40 Meter, da auf seiner Anhöhe über 1,5 Millionen Kubikmeter Trümmerschutt aus dem Zweiten Weltkrieg abgelagert wurden, der in den Bombennächten des Luftkriegs entstanden war. In diesen 53 Luftangriffen wurden 45 % von Stuttgart zerstört, wobei 60 % der Wohngebäude unbewohnbar wurden. Auf dem Gipfel sind noch viele Fassadenreste zerstörter Gebäude zu erkennen. Im Volksmund heißt der Berg daher auch Monte Scherbelino. Eine an den Trümmern angebrachte Tafel, die in den 1960er Jahren auf Anregung des Kulturamtes angebracht wurde, erinnert an deren Herkunft mit der Inschrift:
Dieser Berg nach dem Zweiten Weltkrieg aufgetürmt aus den Trümmern der Stadt steht den Opfern zum Gedächtnis den Lebenden zur Mahnung.
Während der NS-Zeit befand sich auf dem Birkenkopf eine Flakbatterie. Die Sprengung von deren Geschütz am Ende des Krieges verursachte eine erhebliche Zerstörung der dortigen Natur. Da eine Wiederaufforstung als zu teuer angesehen wurde, wählte die Stadt den Berg als Standort für den Schutt. Der Trümmerberg wurde nach den Plänen des Malers und Architekten Manfred Pahl, welcher im Friedhofs- und Grünflächenamt tätig war, angelegt. Dabei entstand ein Halbrund des Schuttes mit Öffnung in nordöstlicher Richtung zum Stuttgarter Stadtzentrum, welches an ein Amphitheater erinnert. Es ist im Interesse der Stadt, den immer weiter zuwuchernden Birkenkopf schöner und würdiger zu gestalten, wofür Anfang 2018 Pläne angelegt wurden. Ausgeführt wurden diese allerdings noch nicht.
Im Frühjahr 1953 errichtete der Pfarrer Hilmar Schieber von der Paul-Gerhardt-Gemeinde mit seiner Jungschar das erste provisorische Holzkreuz auf dem Gipfel. An Ostern dieses Jahres begann die erste Morgenandacht der evangelischen Kirchengemeinde, welche ab 1954 monatlich stattfand. Nun finden Morgenandachten jeden Sonntag von Ostern bis Anfang September um acht Uhr bei jedem Wetter statt. Ein 1957 ausgerichteter Wettbewerb der Stadt zur Errichtung eines Denkmals als Teil der Erinnerungsstätte führte zu keinem befriedigenden Ergebnis. Das Holzkreuz wurde nach zwei weiteren Kreuzen 2003 durch ein Stahlkreuz ersetzt.

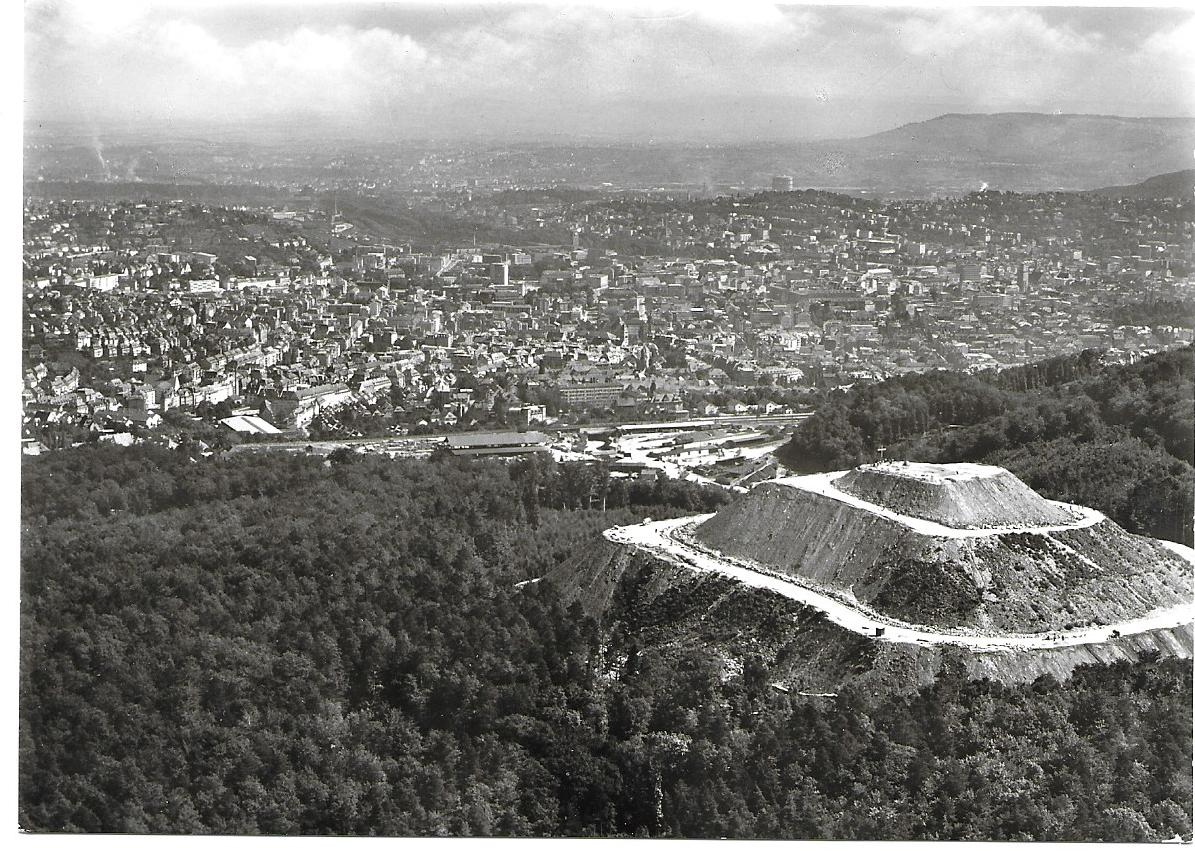
Phase der Aufschüttung
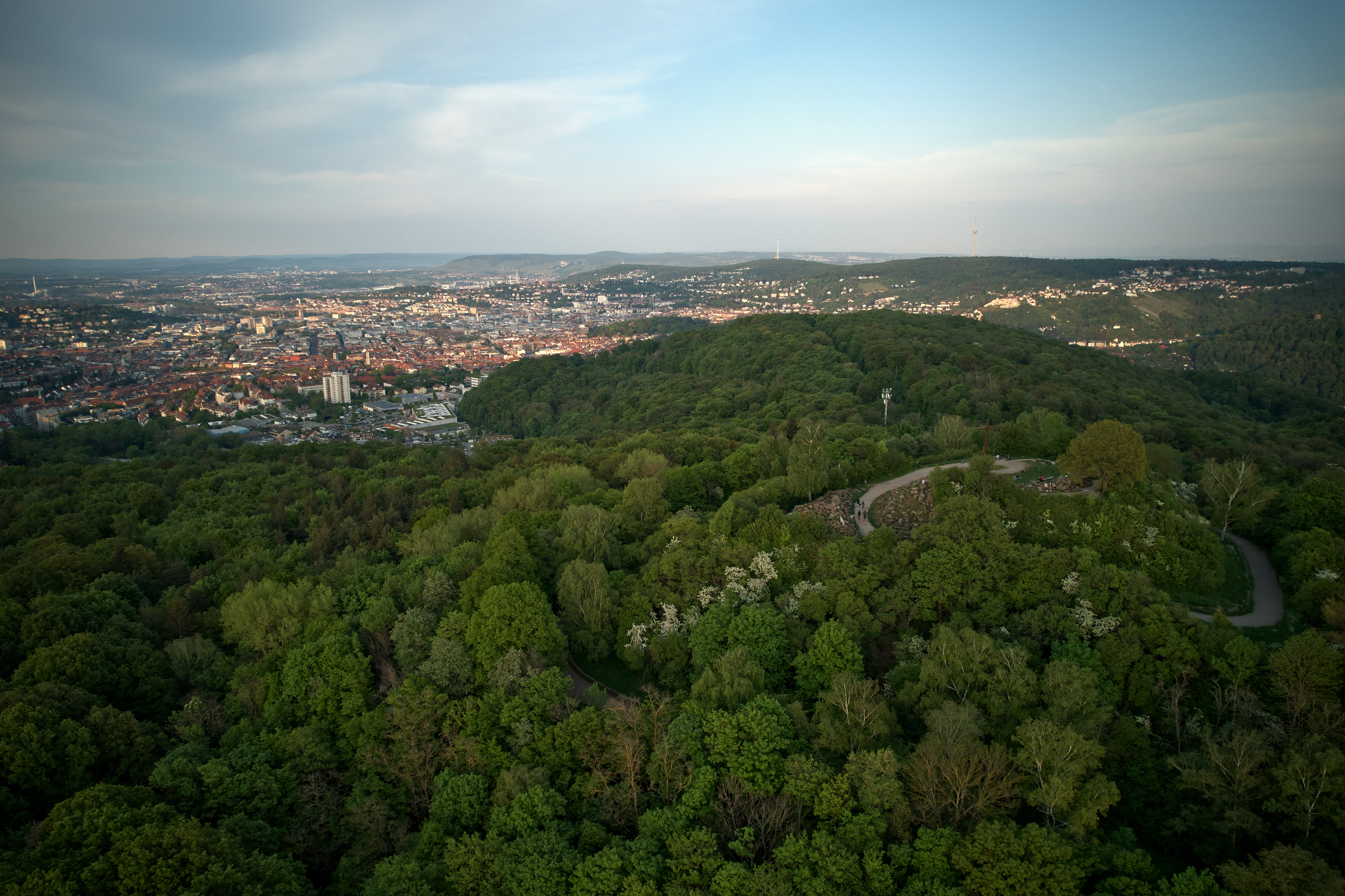
Blick über den Birkenkopf auf Stuttgart
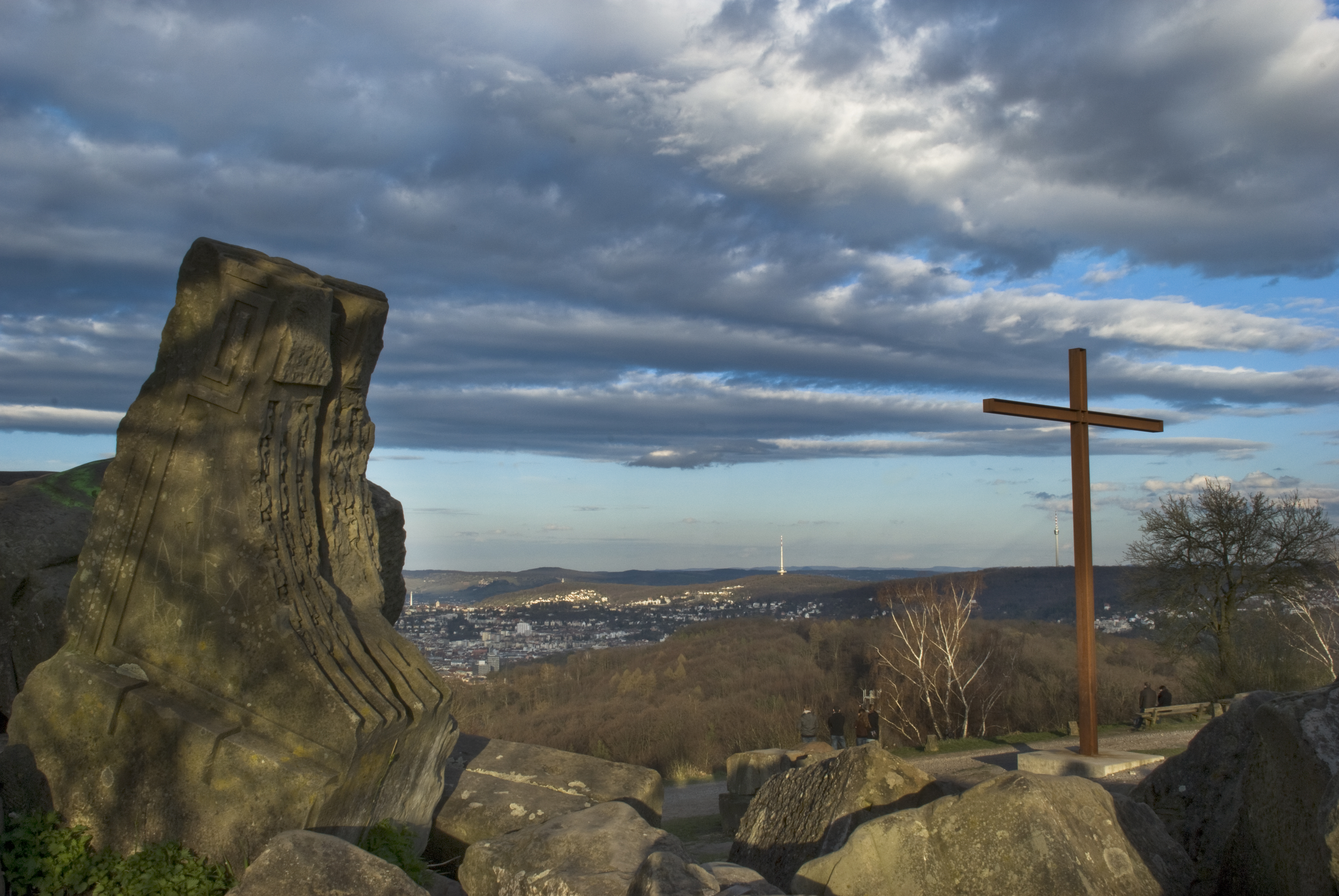
Birkenkopf mit Gipfelkreuz
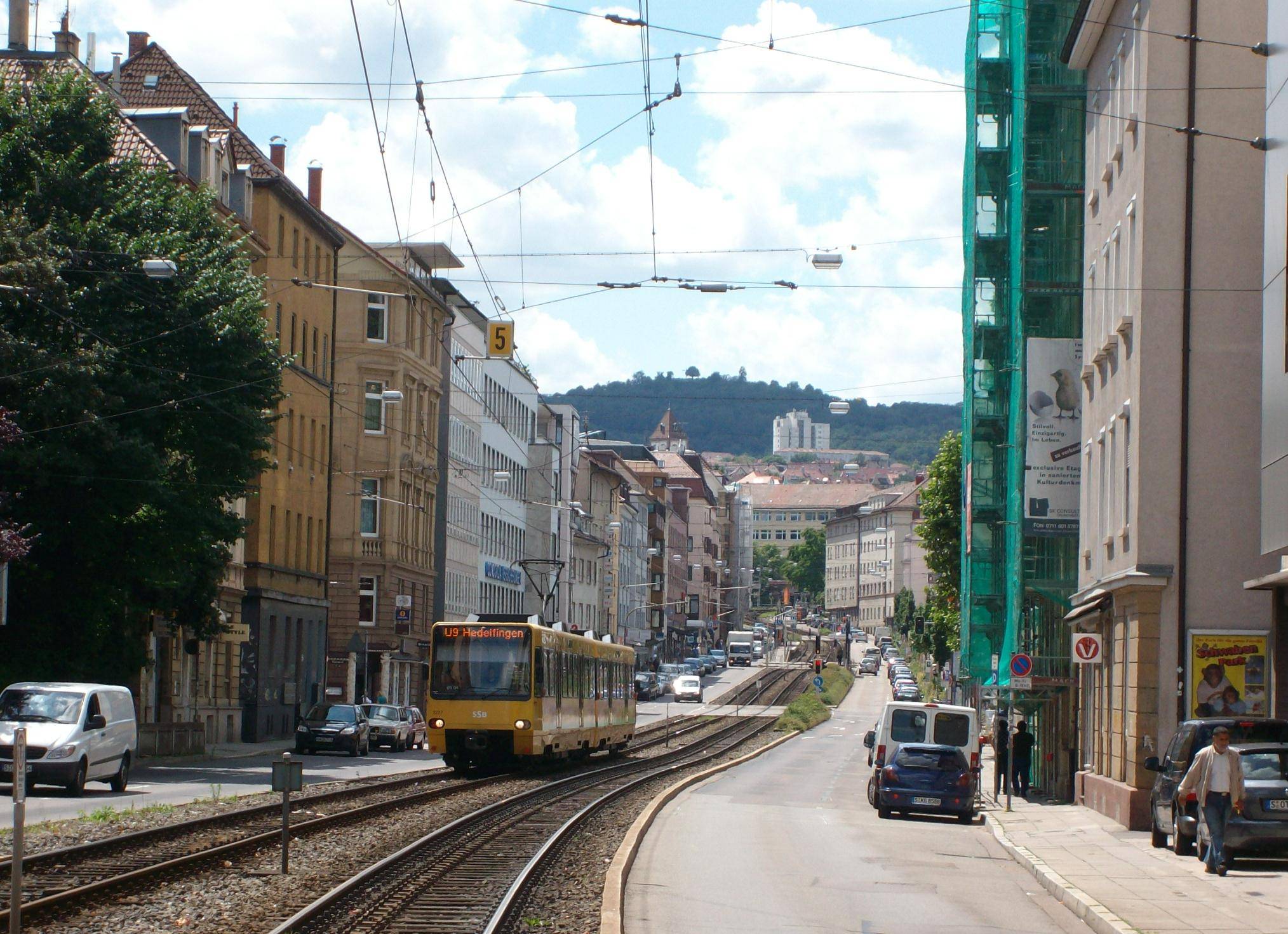
Blick vom Berliner Platz auf den Birkenkopf
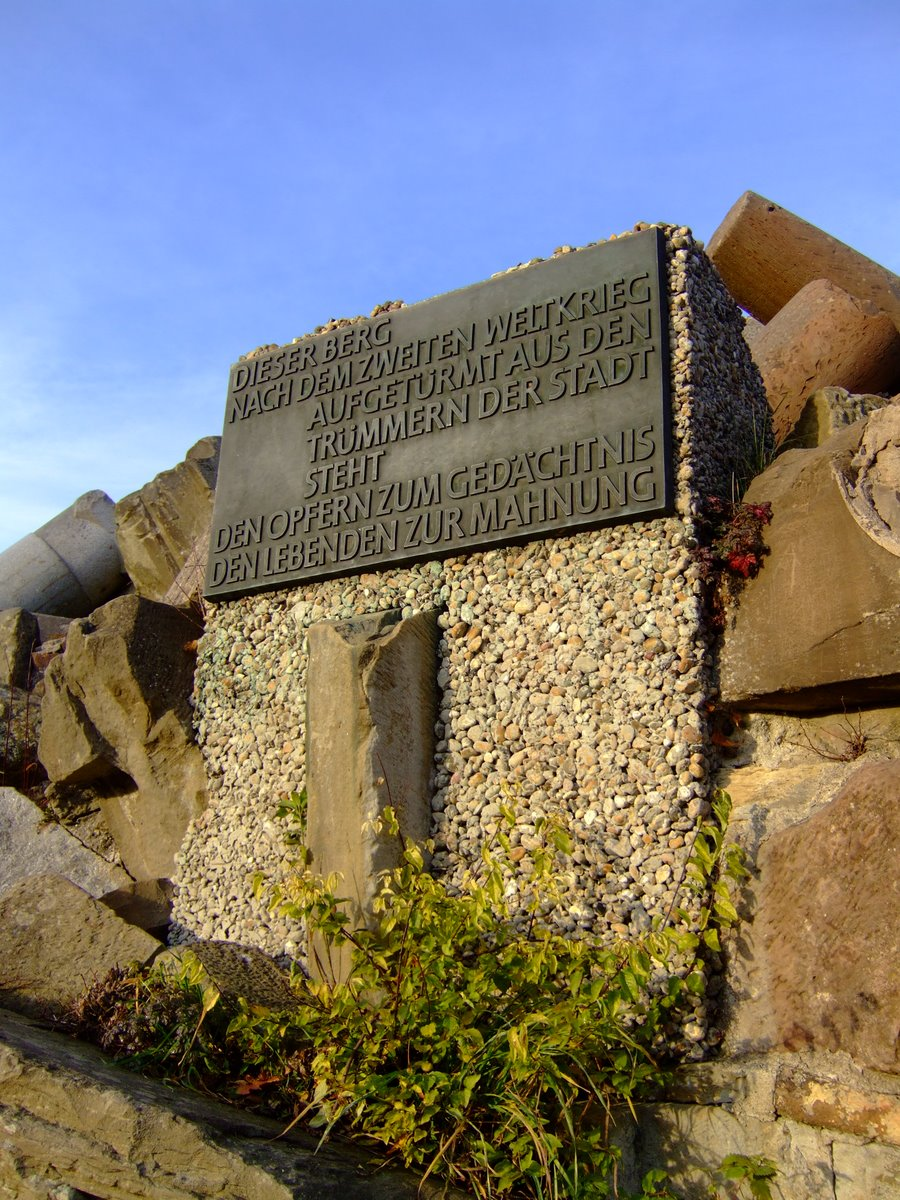
Gedenktafel am Birkenkopf
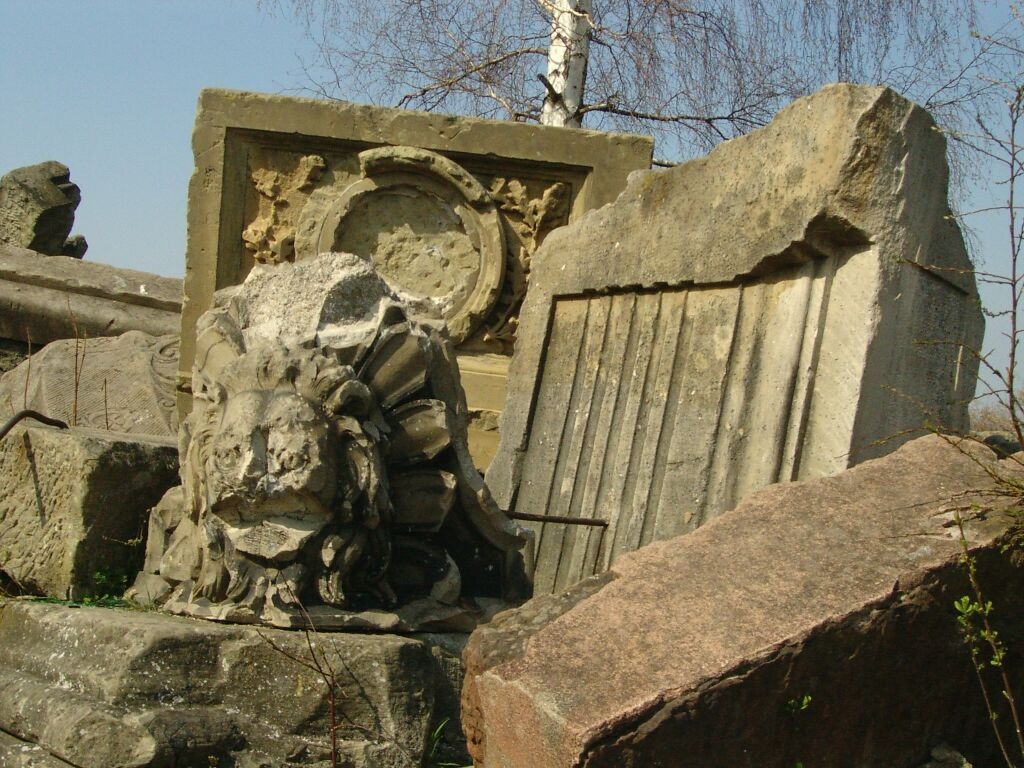
Trümmerreste aus dem Zweiten Weltkrieg auf dem Birkenkopf
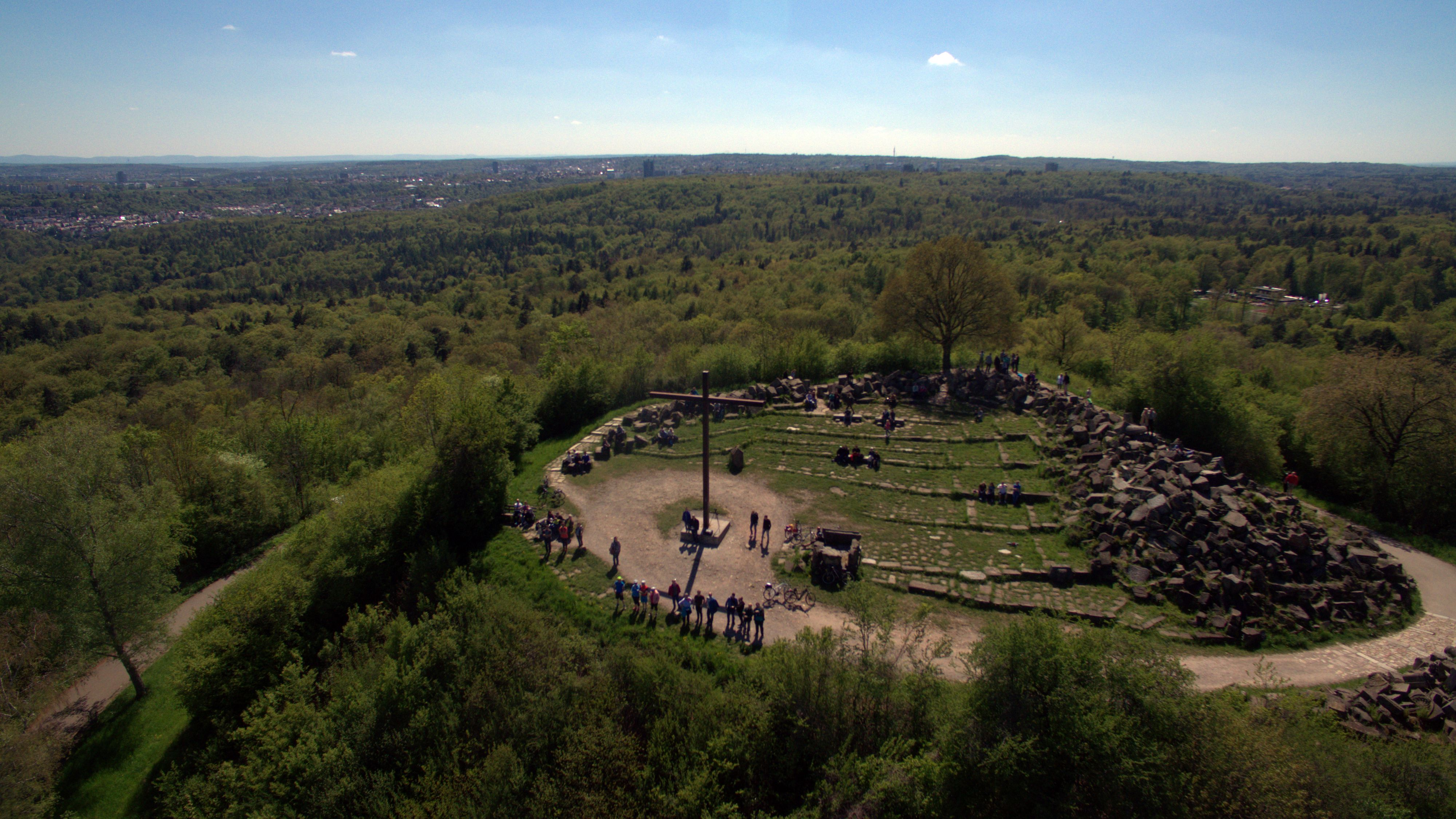
Luftaufnahme vom Birkenkopf
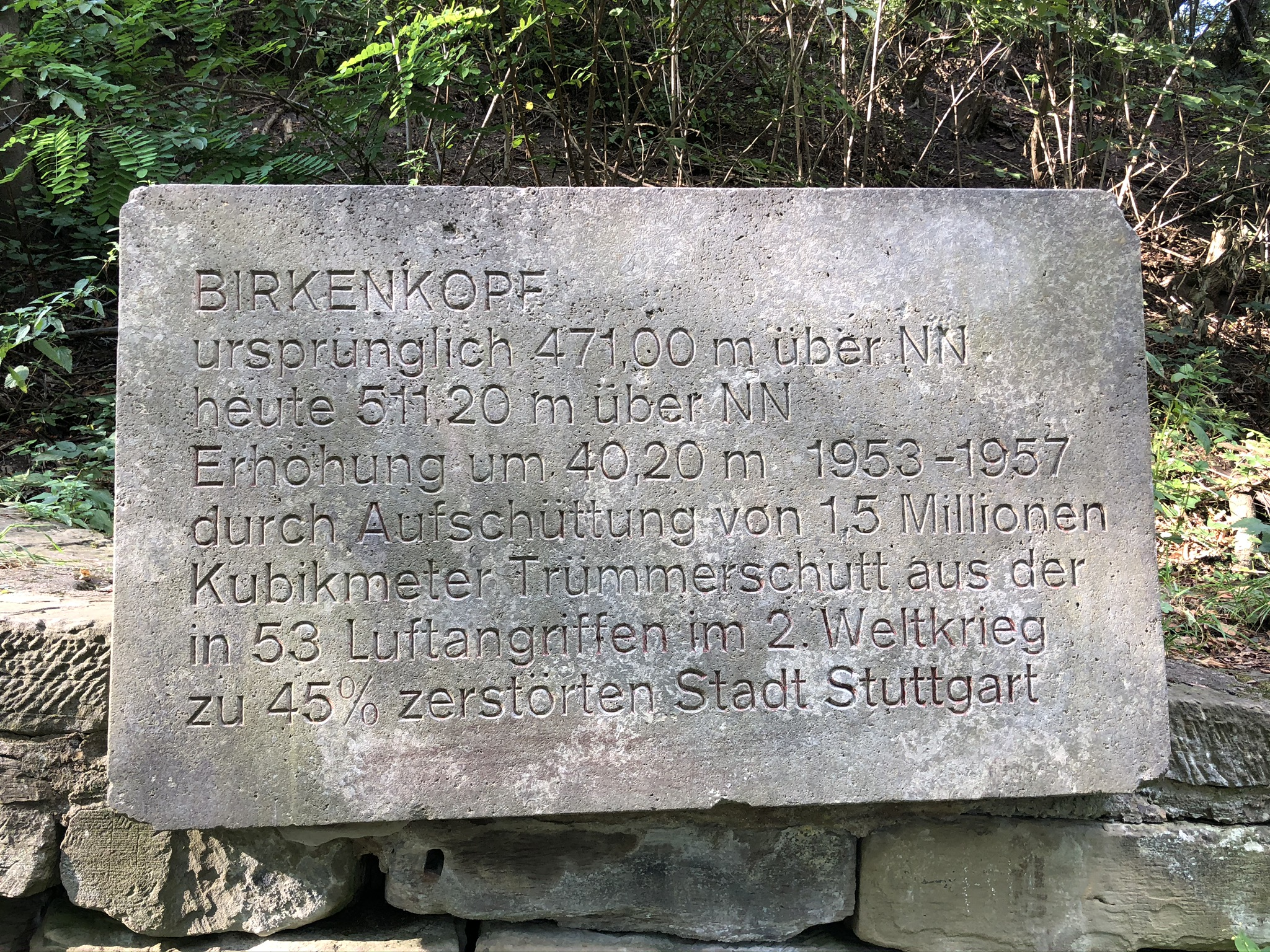
Zur Erinnerung an die Aufschüttung des Birkenkopfs

Unter dem Birkenkopf soll im Hasenbergtunnel bis 2025 eine Überleitstelle „Birkenkopf“ entstehen.